# 李昌期
李昌期（？—1643年），字筠公，廣平府永年县人，明末官員。崇禎十年進士。

## 生平
崇祯三年（1630年）庚午科順天鄉試第四十名舉人，崇祯十年（1637年）丁丑科會試第一百四十九名，廷試三甲一百七十三名進士。礼部观政，十四年授兖州府推官，十五年本省同考。清军攻兖州，分门死守，十二月八日城破殉国。

## 家族
曾祖李养性，祖李栋林，父李逹芬。